# Meudon
Meudon (AFI: /møˈdɔ̃/) è un comune francese di 45 578 abitanti situato nel dipartimento dell'Hauts-de-Seine nella regione dell'Île-de-France, a sud-ovest di Parigi. È sede di un importante osservatorio astronomico, che costituisce parte dell'Osservatorio di Parigi. I suoi abitanti si chiamano Meudonnais.

## Società

### Evoluzione demografica
Abitanti censiti

## Amministrazione

### Gemellaggi
- Celle, dal 1953
- Woluwe-Saint-Lambert, dal 1958
- Ciechanów, dal 1970
- Rushmoor, dal 1972
- Mazkeret-Batia, dal 1987
- Brezno, dal 1999